# ハッシウム292
ハッシウム292
同位体核種	Z(p)	N(n)	同位体質量 (u)	半減期	核スピン数	天然存在比	天然存在比
(範囲)
励起エネルギー
232Cm	96	136		1? min	0+		
233Cm	96	137	233.05077(8)	1# 		
min	3/2+#		
234Cm	96	138	234.05016(2)	51(12) s	0+		
235Cm	96	139	235.05143(22)#	5# 		
min	5/2+#		
236Cm	96	140	236.05141(22)#	10# min	0+		
237Cm	96	141	237.05290(22)#	20# 		
min	5/2+#		
238Cm	96	142	238.05303(4)	2.4(1) h	0+		
239Cm	96	143	239.05496(11)#	~2.9 h	(7/2-)		
240Cm	96	144	240.0555295(25)	27(1) d	0+		
241Cm	96	145	241.0576530(23)	32.8(2) d	1/2+		
242Cm	96	146	242.0588358(20)	162.8(2) 		
d	0+		
243Cm	96	147	243.0613891(22)	29.1(1) a	5/2+		
243mCm	87.4(1) keV	1.08(3) 		
µs	1/2+		
244Cm	96	148	244.0627526(20)	18.10(2) a	0+		
244mCm	1040.188(12) keV	34(2) 		
ms	6+		
245Cm	96	149	245.0654912(22)	8.5(1)E+3 a	7/2+		
245mCm	355.90(10) keV	290(20) ns	1/2+		
246Cm	96	150	246.0672237(22)	4.76(4)E+3 		
a	0+		
247Cm	96	151	247.070354(5)	1.56(5)E+7 a	9/2-		
248Cm	96	152	248.072349(5)	3.48(6)E+5 a	0+		
249Cm	96	153	249.075953(5)	64.15(3) 		
min	1/2(+)		
249mCm	48.758(17) keV	23 µs	(7/2+)		
250Cm	96	154	250.078357(12)	8300# a	0+		
251Cm	96	155	251.082285(24)	16.8(2) min	(1/2+)		
252Cm	96	156	252.08487(32)#	<1 d	0+		
1. でマークされた値は、全てが純粋に実験値から算出されたものではなく、一部体系的な傾向から導き出された推定値を含んでいる。明確なデータが得られていない核スピンに関しては、かっこ書きで表記している。

数値の最後にかっこ書きで表記しているのは、その値の誤差を示している。誤差の値は、同位体の構成と標準の原子質量に関しては、IUPACが公表する誤差で表記しており、それ以外の値は、標準偏差を表記している。